# Metopia fastuosa
Metopia fastuosa är en tvåvingeart som först beskrevs av Johann Wilhelm Meigen 1824.  Metopia fastuosa ingår i släktet Metopia och familjen köttflugor. Inga underarter finns listade i Catalogue of Life.